# Róża Lutra

Róża Lutra

Róża Lutra – eksponat Muzeum Miniaturowej Sztuki Profesjonalnej Henryk Jan Dominiak w Tychach – wymiary 15 x 15 mm

Róża Lutra (niem. Lutherrose) – symbol reformacji protestanckiej, zaprojektowany i opisany przez Marcina Lutra, a zarazem emblemat większości Kościołów ewangelickich obrządku augsburskiego.
Pierwszy pełny projekt symbolu pochodzi z listu reformatora z 1530 roku, gdzie pisze on: 

Pierwszy ma być krzyż - czarny, na tle serca. (...) Serce ma być umieszczone w środku białej róży, pokazywać co przynosi radość, pociechę i ukojenie w wierze (...) Dlatego róża powinna być biała, a nie czerwona, ponieważ kolor biały jest kolorem duchów i wszystkich aniołów. Róża ta znajduje się na błękitnym polu, jako że taka radość ducha i nadzieja oznacza początek radości niebiańskiej w przyszłości. Wokół tego pola umieszczony jest złoty pierścień, ponieważ taka błogość w niebie trwa wiecznie i nie ma końca i kosztowna jest ponad wszelką radość i dobra, tak jak złoto jest najkosztowniejszym metalem szlachetnym.

Obecnie Róża Lutra jest używana w różnych wariantach jako znak tradycji reformacji luterańskiej oraz jako emblemat poszczególnych kościołów luterańskich w różnych państwach (w tym Kościoła Ewangelicko-Augsburskiego w Polsce).
Motyw heraldycznej róży Marcin Luter zaczerpnął prawdopodobnie z herbu rodowego. Na domu ojca reformatora w Mansfeld umieszczony był herb przedstawiający w tarczy dwudzielnej w słup dwie róże srebrne w słup w polu błękitnym, w drugim takim samym, pół złotej kuszy. Inna gałąź tej samej rodziny Lutrów używała herbu z tarczą dwudzielną w krokiew, z dwoma jabłkami złotymi, w polu górnym błękitnym, i różą czerwoną w polu dolnym srebrnym. Ponieważ ten herb nadany został w 1570 roku, a więc po powstaniu Róży Lutra, może nawiązywać zarówno do niej, jak i do wcześniejszego herbu rodowego.